# کاراکو
کاراکو (به مجاری:  Karakó) یک شهرداری در مجارستان است که در واش واقع شده‌است. کاراکو ۱۰٫۳۵ کیلومتر مربع مساحت و ۲۰۲ نفر جمعیت دارد.